# WRC Generations
WRC Generations es un videojuego de carreras desarrollado por Kylotonn y publicado por Nacon. Es la séptima entrada en la serie World Rally Championship del desarrollador francés y posee la licencia oficial del 2022 World Rally Championship. El juego fue lanzado para Microsoft Windows, PlayStation 4, PlayStation 5, Xbox One y Xbox Series X/S en 3 de noviembre de 2022 y Nintendo Switch el 26 de diciembre de 2022.
Es el último juego de WRC desarrollado por Kylotonn, ya que Codemasters y EA Sports se harán cargo de los derechos a partir de 2023.

## Jugabilidad
Como el nuevo híbrido se implementó en la temporada 2022, el juego presenta modelos de autos nuevos basados en el Ford Puma Rally1, el Hyundai i20 N Rally1 y el Toyota GR Yaris Rally1 respectivamente. Además de los tres coches Group Rally1, el juego incluye coches Group Rally2 y coches legendarios, lo que garantizaría un número de vehículos no inferior a treinta y siete. El modo Aniversario, que se introdujo por primera vez en WRC 10, también ha regresado.

## Desarrollo y lanzamiento
WRC Generations se reveló el 18 de mayo de 2022, y tanto Kylotonn como Nacon volvieron a trabajar en el juego. El juego se lanzará para Microsoft Windows, PlayStation 4, PlayStation 5, Xbox One y Xbox Series X/S. La fecha de lanzamiento original era el 13 de octubre, pero dos semanas antes se trasladó al 3 de noviembre. Se anunció una versión de Nintendo Switch para el 1 de diciembre de 2022, pero se lanzó en Norteamérica el 26 de diciembre de 2022.

## Recepción
WRC Generations recibió críticas "mixtas o promedio" para PlayStation 5 según el agregador de reseñas Metacritic.